# Judit de Suabia
Judith de Suabia o Sofía de Swabia (Rávena, 9 de abril de 1047-14 de marzo de 1105) fue una princesa del Sacro Imperio Romano Germánico y Reina consorte de Hungría, por su matrimonio con Salomón I de Hungría; luego Gran duquesa y Consorte de Polonia, por su matrimonio con Vladislao I Herman.

## Biografía
Su padre era el emperador germánico Enrique III el Negro (1017-1056) y su madre era Inés de Poitou (1025-1077). En septiembre de 1058 fue concedida la mano de la princesa de 9 años de edad al hijo del rey Andrés I de Hungría, Salomón. Sin embargo el matrimonio sólo se llegó a consumar en 1063, luego de la muerte del rey Andrés I y bajo el reinado de Béla I de Hungría, el tío de Salomón.
Tras el derrocamiento y muerte de Andrés I en 1060, la reina viuda Anastasia de Kiev y sus hijos Salomón y David huyeron al Sacro Imperio, donde consiguieron santuario bajo la protección de Enrique IV, hermano mayor de Judit y cuñado de Salomón.

### Reina de Hungría

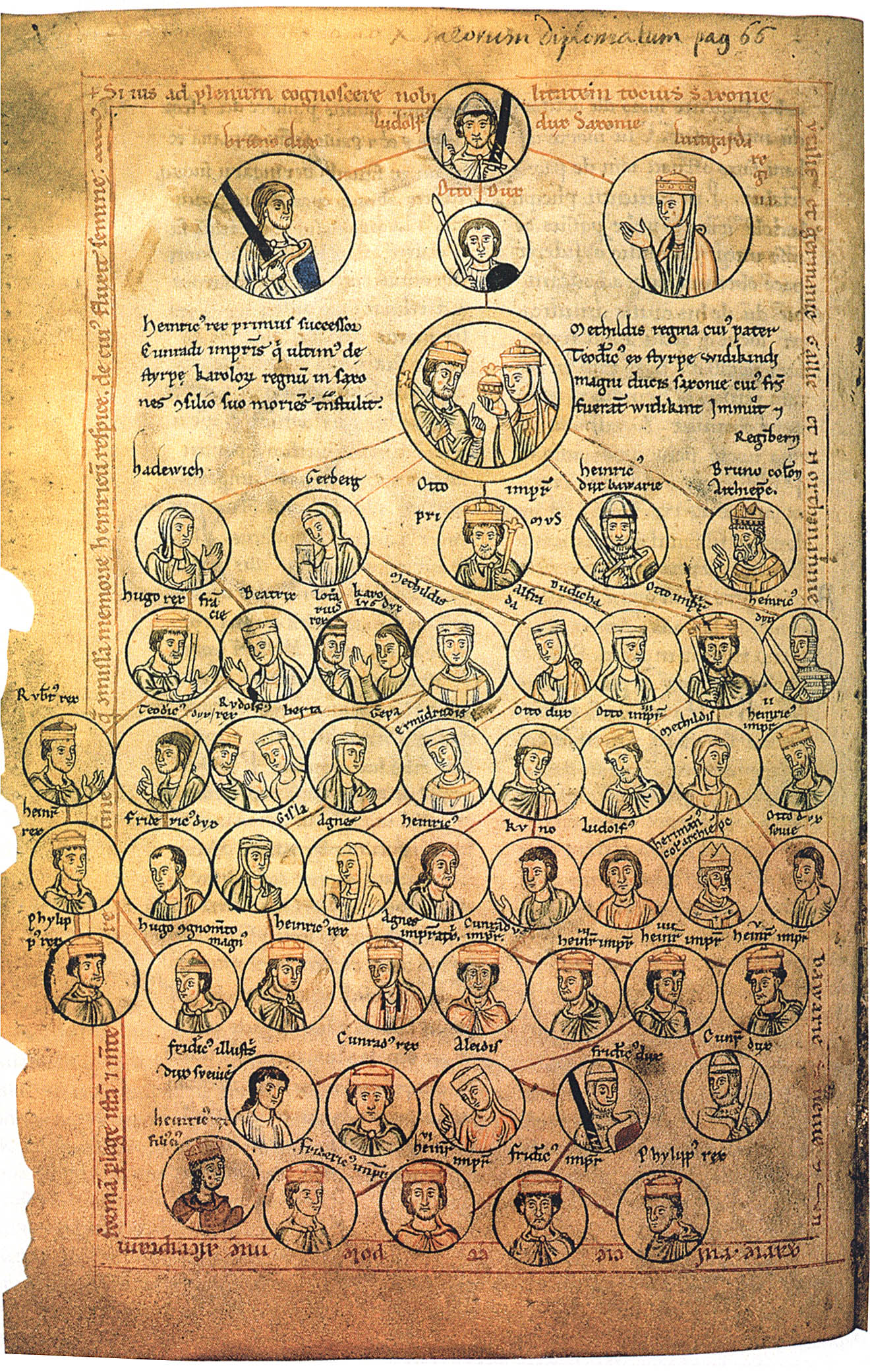
Manuscrito del donde aparece la Dinastía Sajona

Salomón regresó en 1063 con los ejércitos germánicos y derrocó a su tío Béla I, coronándose rey tras la muerte del monarca. A partir de ese momento el rey Salomón dirigió una política muy orientada hacia el poder del Imperio Germánico, surgiendo la amenaza de entregar el reino húngaro como vasallo al emperador. Esto causó el descontento de muchos húngaros, y finalmente se terminó de agravar la situación cuando Salomón comenzó a escuchar los consejos del gobernador de provincia, Vid, quien instigó al rey a atacar a sus primos los príncipes Ladislao y Géza. Pronto la reina madre Anastasia de Kiev y la propia reina Judit, esposa de Salomón le recriminaron sus acciones contra sus primos, lo que había debilitado aún más el poder del rey.
De esta manera, se sucedió la batalla de Mogyoród en 1074 donde Salomón fue derrotado y él y toda su corte se vieron obligados a huir, quedando el reino en manos de sus primos. Judit de Suabia se retiró a la corte que se hallaba en Moson y luego de que fracasase la campaña militar de su esposo y su hermano abandonó Hungría, en compañía del propio emperador.
En 1084 Salomón viajó a la corte en Ratisbona, donde acudió a su esposa para pedirle asistencia para recuperar el trono húngaro por el cual llevaba casi una década luchando. Sin embargo Judit no estuvo dispuesta a aceptarlo a él como su esposo y lo envió lejos de ella.

### Duquesa de Polonia
Cuatro años más tarde, en 1088 consideró a su esposo muerto y se casó con Vladislao I Herman, duque de Polonia.
Después de su matrimonio, Judit cambió su nombre por el de Sofía, quizá para distinguirse de la primera esposa de Vladislao, (Judit de Bohemia). Le dio a su esposo cuatro hijas: Sofía, princesa de Vladimir-Volynia por matrimonio; Inés, abadesa de Quedlinburg y de Gandersheim; Adelaida condesa de Vohburg y margravesa de Northern March por matrimonio, y una hija de nombre desconocido, más tarde esposa de un caballero polaco.
Ella probablemente tuvo un gran impacto en la vida política de Polonia. Se cree que era la amante de Sieciech, el conde palatino y verdadero gobernante del país. Judit al que ayudó activamente en sus planes para apoderarse del país. La muerte de Mieszko Bolesławowic en extrañas circunstancias fue, con toda probabilidad, causada por órdenes del conde palatino y de Judit. Con la ayuda de Sieciech, Judit convenció a su marido de posponer el regreso del hijo de Vladislao I, su primogénito Zbigniew, que parecía ser un fuerte candidato a la sucesión, a pesar de su ilegitimidad. Además, querían una eventual alianza con el único hijo legítimo de Vladislao I, Boleslao, nacido de su primer matrimonio con la princesa de Bohemia.
Probablemente murió entre 1092 y 1096, según algunas fuentes un 14 de marzo.
| Predecesor: Riquilda de Polonia | Reina consorte de Hungría 1063-1074 | Sucesor: Sofía de Looz |